# ルイス・コンセプシオン
ルイス・コンセプシオン（Luis Concepción、1985年10月6日 - ）は、パナマのプロボクサー。パナマシティ出身。元WBA世界フライ級王者。元WBA世界スーパーフライ級王者。世界2階級制覇王者。

## 来歴

### フライ級
2006年3月21日、パナマシティのセントロ・デ・コンベンシオネス・アトラパでデビュー戦を行い、2回2分55秒TKO勝ちを収めた。
2008年5月7日、パナマシティのセントロ・デ・コンベンシオネス・アトラパでルイス・シンゴ（エクアドル）とWBAフェデボルスーパーフライ級王座決定戦を行い、5回2分24秒KO勝ちを収め王座を獲得した。
2008年7月2日、パナマシティのセントロ・デ・コンベンシオネス・アトラパでウィリアム・デ・ソーサ（パナマ）と対戦し、10回3-0（90-81、88-84、90-80）の判定勝ちを収め初防衛に成功した。 
2008年8月19日、パナマシティのセントロ・デ・コンベンシオネス・アトラパでファン・エスキエル（メキシコ）とWBAフェデラテンフライ級王座決定戦を行い、5回TKO勝ちを収め王座を獲得した。
2008年11月28日、パナマシティのセントロ・デ・コンベンシオネス・アトラパでノエル・アランブレット（ベネズエラ）と対戦し、1回2分59秒KO勝ちを収め初防衛に成功した。
2009年2月19日、パナマシティのセントロ・デ・コンベンシオネス・アトラパでサンティアゴ・イバン・アコスタ（アルゼンチン）と対戦10回3-0（108-104、109-103、109-104）の判定勝ちを収め2度目の防衛に成功した。
2009年9月5日、パナマシティのアレナ・ロベルト・デュランで行われたWBA世界フライ級暫定王座決定戦でオマール・サラド（メキシコ）と対戦し、12回39秒TKO勝ちで王座獲得に成功した。
2009年11月27日、パナマシティのアレナ・ロベルト・デュランで元IBF世界ミニマム級王者ロベルト・カルロス・レイバ（メキシコ）と対戦し、4回21秒KO勝ちを収め初防衛に成功した。
2010年4月22日、パナマシティのアレナ・ロベルト・デュランでエリック・オルティス（メキシコ）と対戦し、4回2分5秒TKO勝ちを収め2度目の防衛に成功した。
2010年8月14日、パナマシティのアレナ・ロベルト・デュランでウィルフレド・バルデス（コロンビア）と対戦し、1回2分27秒KO勝ちを収めた。
2010年10月2日、パナマシティのアレナ・ロベルト・デュランで元WBA世界フライ級王者でWBA世界フライ級3位のデンカオセーン・カオウィチット（タイ）と対戦し、初回に2度ダウンを奪い最後はガードの上に左アッパーを強引に当ててデンカオセーンを失神。1分30秒TKO勝ちを収め3度目の防衛に成功した。
2011年1月1日、正規王者亀田大毅の王座返上に伴い、正規王者に認定された。減量苦を理由に王座を返上した亀田に対し「亀田大毅は臆病者。体重が作れないというのは俺との戦いを避けるための言い訳。」とコメントした。
2011年4月2日、パナマシティのアレナ・ロベルト・デュランでWBA世界フライ級9位のエルナン・マルケス（メキシコ）と対戦し、初回にダウンを奪うも終了間際にダウンを奪われ、その後も3回と10回にダウン。11回開始直後左目が塞がりドクターチェックが入りドクターストップ。11回開始早々ドクターストップによるTKO負けを喫し4度目の防衛に失敗、王座から陥落した。
2011年8月11日、パナマシティのアレナ・ロベルト・デュランで元WBO世界ミニマム級暫定王者マヌエル・バルガス（メキシコ）と対戦し、初回1分16秒KO勝ちで復帰戦を白星で飾った。
2011年10月29日、メキシコ・ソノラ州・エルモシージョのセントロ・デ・ウソス・ムルティプレスでWBA世界フライ級王者エルナン・マルケスと再戦するも、初回に3度ダウンを奪われ試合終了。初回1分49秒KO負けを喫し6ヶ月ぶりの王座返り咲きに失敗した。
2012年3月15日、パナマシティのアレナ・ロベルト・デュランで行われたWBCラテンアメリカフライ級王座決定戦でオスカー・ガラルド（メキシコ）と対戦し、1回終了時KO勝ちを収め王座獲得に成功した。
2012年5月24日、パナマシティのアレナ・ロベルト・デュランでオディロン・サレタ（メキシコ）と対戦し、2回1分14秒TKO勝ちを収め初防衛に成功した。
2012年11月22日、パナマシティのアレナ・ロベルト・デュランでパブロ・カリージョ（コロンビア）と対戦し、10回3-0（2者が97-92、99-90）の判定勝ちを収め2度目の防衛に成功した。 
2013年4月20日、パナマシティのアレナ・ロベルト・デュランで行われたWBC世界フライ級シルバー王座決定戦でアヌアル・サラス（コロンビア）と対戦し、6回2分36秒TKO勝ちで王座を獲得した。
2013年8月3日、パナマシティのアレナ・ロベルト・デュランでオマール・ナルバエスの弟ネストール・ナルバエス（アルゼンチン）と対戦し、5回にダウンを奪ってリードするとナルバエスとのポイント差を広げた。8回にコンセプシオンが減点されるも試合に影響はなく12回3-0(2者が118-108、118-109)の判定勝ちを収め初防衛に成功した。
2013年10月19日、アレナ・ロベルト・デュランでカルロス・ルーベン・ダリオ・ルイスと対戦し、10回2分KO勝ちを収め2度目の防衛に成功した。

### スーパーフライ級
2015年4月4日、WBC世界スーパーフライ級王者カルロス・クアドラスと対戦するが、12回0-3（2者が111-117、110-118）の判定負けを喫し2階級制覇に失敗した。
2015年9月19日、メキシコのエルモシージョのセントロ・デ・ウソス・ムルティプレスでWBA世界スーパーフライ級暫定王者デビッド・サンチェスと対戦し、サンチェスの10回終了時棄権によるTKO勝ちを収め2階級制覇を達成した。
2015年10月8日、WBAはコンセプシオンをWBAの2015年度9月度の月間優秀選手賞に選出した。
2015年12月17日、パナマシティのアレナ・ロベルト・デュランで元WBA世界フライ級王者でWBA世界スーパーフライ級6位のエルナン・マルケスと対戦予定だったが、前日計量でマルケスが体重超過をした為、コンセプシオンが勝利すれば王座防衛となるがマルケスが勝利した場合は王座が空位となる条件で試合が行われ、コンセプシオンが12回3-0（120-109、2者が120-107）の判定勝ちを収め4年2ヵ月ぶりの再戦で借りを返すと共に初防衛に成功した。
2016年8月31日、東京都大田区の大田区総合体育館で正規王者の河野公平と対戦し、12回3-0（115-113、116-112×2）の判定勝ちを収め王座統一による正規王座獲得に成功した（記録上は暫定王座の2度目の防衛）。
2015年9月15日、WBAはコンセプシオンをWBAの2016年8月度の月間MVPに選出した。
2016年12月10日、マンチェスター・アリーナでWBA世界スーパーフライ級10位のカリッド・ヤファイと対戦し、3度目の防衛を目指す予定だったが前日計量でコンセプシオンがスーパーフライ級の規定体重である115ポンド（52.16kg）を2.4ポンド（1.08kg）超過し王座を剥奪され、ヤファイが114.5ポンド（51.93kg）を計測し前日計量をクリアした為、コンセプシオンが勝てば王座は空位となりヤファイが勝てば新王者となる条件で試合は行われ、12回0-3（108-120×2、110-117）の判定負けを喫しヤファイに王座を明け渡した。

### フライ級復帰
2020年2月7日、パナマシティのアレナ・ロベルト・デュランでWBA世界フライ級4位のロベルト・バレラとWBA世界フライ級暫定王座決定戦を行い、11回2分38秒TKO勝ちを収め王座返り咲きに成功した。
2021年8月25日、WBAは暫定王座を廃止すると共に指名挑戦権を付与する措置を行った。
2021年11月20日、キーウで指名挑戦者としてWBA世界フライ級王者のアルテム・ダラキアンと対戦するも、9回41秒TKO負けを喫し王座獲得に失敗した。

## 戦績
- プロボクシング：51戦 40勝 (29KO) 11敗

| 戦           | 日付           | 勝敗 | 時間     | 内容         | 対戦相手                           | 国籍           | 備考                                                    |
| ------------ | -------------- | ---- | -------- | ------------ | ---------------------------------- | -------------- | ------------------------------------------------------- |
| 1            | 2006年3月21日  | ☆    | 2R 2:55  | TKO          | アレクサンダー・ムリージョ         | パナマ         | プロデビュー戦                                          |
| 2            | 2006年6月17日  | ☆    | 3R 1:05  | TKO          | ハビエル・カルピンテロ             | パナマ         |                                                         |
| 3            | 2006年7月15日  | ☆    | 4R       | 判定 3-0     | ダニエル・ディーゴ                 | パナマ         |                                                         |
| 4            | 2006年9月30日  | ★    | 4R       | 判定 0-3     | ギルマー・バウレス                 | パナマ         |                                                         |
| 5            | 2006年11月17日 | ☆    | 4R       | 判定 3-0     | エセキエル・アスプリージャ         | パナマ         |                                                         |
| 6            | 2007年3月10日  | ☆    | 4R 0:18  | KO           | ハビエル・コルドバ                 | パナマ         |                                                         |
| 7            | 2007年6月1日   | ☆    | 4R       | 判定 3-0     | エセキエル・アスプリージャ         | パナマ         |                                                         |
| 8            | 2007年6月22日  | ☆    | 1R 0:36  | KO           | ジョン・ヒメネス                   | パナマ         |                                                         |
| 9            | 2007年7月13日  | ☆    | 2R 2:30  | KO           | アンデュアル・バルガス             | パナマ         |                                                         |
| 10           | 2007年8月16日  | ☆    | 3R 1:58  | TKO          | ハンベルト・オバンド               | パナマ         |                                                         |
| 11           | 2007年12月1日  | ☆    | 1R 2:32  | KO           | エメルソン・ニスペルーサ           | コロンビア     |                                                         |
| 12           | 2008年3月27日  | ☆    | 1R 2:16  | TKO          | フレディ・カナテ                   | コロンビア     |                                                         |
| 13           | 2008年5月7日   | ☆    | 5R 2:24  | KO           | ルイス・シンゴ                     | エクアドル     | WBAボリビア地域スーパーフライ級王座決定戦               |
| 14           | 2008年7月2日   | ☆    | 9R       | 判定 3-0     | ウィリアム・デ・ソウザ             | パナマ         | WBAボリビア地域防衛1                                    |
| 15           | 2008年8月19日  | ☆    | 5R       | TKO          | フアン・エスケル                   | メキシコ       | WBAラテンアメリカフライ級王座決定戦                     |
| 16           | 2008年11月28日 | ☆    | 1R 2:59  | KO           | ノエル・アランブレット             | ベネズエラ     | WBAラテンアメリカ防衛1                                  |
| 17           | 2009年2月19日  | ☆    | 11R      | 判定 3-0     | サンティアゴ・イバン・アコスタ     | アルゼンチン   | WBAラテンアメリカ防衛2                                  |
| 18           | 2009年4月30日  | ☆    | 1R 2:37  | TKO          | エルネスト・カストロ               | ニカラグア     |                                                         |
| 19           | 2009年9月5日   | ☆    | 12R 0:39 | TKO          | オマール・サラド                   | メキシコ       | WBA世界フライ級暫定王座決定戦                           |
| 20           | 2009年11月27日 | ☆    | 4R 0:21  | KO           | ロベルト・カルロス・レイバ         | メキシコ       | WBA暫定防衛1                                            |
| 21           | 2010年4月22日  | ☆    | 4R 2:05  | TKO          | エリック・オルティス               | メキシコ       | WBA暫定防衛2                                            |
| 22           | 2010年8月14日  | ☆    | 1R 2:27  | KO           | ウィルフリド・バルデス             | コロンビア     |                                                         |
| 23           | 2010年10月2日  | ☆    | 1R 1:30  | TKO          | デンカオセーン・カオウィチット     | タイ           | WBA暫定防衛3→正規王座に認定                             |
| 24           | 2011年4月2日   | ★    | 11R      | TKO          | エルナン・マルケス                 | メキシコ       | WBA世界フライ級王座統一戦 WBA陥落                       |
| 25           | 2011年8月11日  | ☆    | 1R 1:16  | KO           | マヌエル・バルガス                 | メキシコ       |                                                         |
| 26           | 2011年10月29日 | ★    | 1R 1:49  | TKO          | エルナン・マルケス                 | メキシコ       | WBA世界フライ級タイトルマッチ                           |
| 27           | 2012年3月15日  | ☆    | 1R 3:00  | KO           | オスカル・ガラルド                 | メキシコ       | WBCラテンアメリカフライ級王座決定戦                     |
| 28           | 2012年5月24日  | ☆    | 2R 1:14  | TKO          | オディロン・サレタ                 | メキシコ       | WBCラテンアメリカ防衛1                                  |
| 29           | 2012年9月1日   | ☆    | 8R       | 判定 3-0     | パブロ・カリージョ                 | コロンビア     |                                                         |
| 30           | 2012年11月22日 | ☆    | 10R      | 判定 3-0     | パブロ・カリージョ                 | コロンビア     | WBCラテンアメリカ防衛2                                  |
| 31           | 2013年4月20日  | ☆    | 6R 2:36  | TKO          | アヌエル・サラス                   | コロンビア     | WBCシルバー・世界フライ級暫定王座決定戦→正規王座に認定  |
| 32           | 2013年8月3日   | ☆    | 12R      | 判定 3-0     | ネストル・ダニエル・ナルバエス     | アルゼンチン   | WBCシルバー防衛1                                        |
| 33           | 2013年10月19日 | ☆    | 10R 2:00 | KO           | カルロス・ルーベン・ダリオ・ルイス | アルゼンチン   | WBCシルバー防衛2                                        |
| 34           | 2014年2月20日  | ☆    | 9R       | 負傷判定 3-0 | カルロス・フォンテス               | メキシコ       | WBCシルバー防衛3                                        |
| 35           | 2014年8月23日  | ☆    | 7R 2:28  | TKO          | デュバン・エルナンデス             | メキシコ       | WBC世界スーパーフライ級シルバー王座決定戦               |
| 36           | 2015年4月4日   | ★    | 12R      | 判定 0-3     | カルロス・クアドラス               | メキシコ       | WBC世界スーパーフライ級タイトルマッチ                   |
| 37           | 2015年9月19日  | ☆    | 10R 終了 | TKO          | デビッド・サンチェス               | メキシコ       | WBA暫定・世界スーパーフライ級タイトルマッチ             |
| 38           | 2015年12月17日 | ☆    | 12R      | 判定 3-0     | エルナン・マルケス                 | メキシコ       | WBA暫定防衛1                                            |
| 39           | 2016年8月31日  | ☆    | 12R      | 判定 3-0     | 河野公平（ワタナベ）               | 日本           | WBA世界スーパーフライ級王座統一戦 WBA防衛2              |
| 40           | 2016年12月10日 | ★    | 12R      | 判定 0-3     | カリッド・ヤファイ                 | イギリス       | WBA陥落                                                 |
| 41           | 2017年7月5日   | ☆    | 2R 1:34  | KO           | ルイス・デ・ロサ                   | コロンビア     |                                                         |
| 42           | 2017年9月2日   | ★    | 10R      | 判定 0-3     | イラン・ディアス                   | メキシコ       | WBCラテンアメリカスーパーフライ級王座決定戦             |
| 43           | 2017年10月24日 | ☆    | 2R 1:21  | KO           | ルイス・カリージョ                 | コロンビア     |                                                         |
| 44           | 2018年9月8日   | ★    | 10R 1:53 | TKO          | アンドリュー・モロニー             | オーストラリア | WBAオセアニアスーパーフライ級タイトルマッチ             |
| 45           | 2019年5月11日  | ★    | 10R      | 判定 0-3     | アレクサンドル・マリン             | ルーマニア     | IBOインターコンチネンタルスーパーフライ級タイトルマッチ |
| 46           | 2019年7月13日  | ☆    | 4R 1:00  | KO           | フェリックス・モンカダ             | ニカラグア     |                                                         |
| 47           | 2020年2月7日   | ☆    | 11R 2:38 | TKO          | ロベル・バレラ                     | コロンビア     | WBA世界フライ級暫定王座決定戦→後に廃止                  |
| 48           | 2021年11月20日 | ★    | 9R       | TKO          | アルテム・ダラキアン               | ウクライナ     | WBA世界フライ級タイトルマッチ                           |
| 49           | 2022年6月17日  | ☆    | 9R 1:50  | TKO          | フアン・ロペス                     | ベネズエラ     |                                                         |
| 50           | 2022年10月7日  | ★    | 10R      | 判定 1-2     | エルナン・マルケス                 | メキシコ       |                                                         |
| 51           | 2023年10月13日 | ★    | 8R 0:45  | TKO          | デビッド・クエジャル               | メキシコ       |                                                         |
| テンプレート |                |      |          |              |                                    |                |                                                         |

## 獲得タイトル
- WBAフェデボルスーパーフライ級王座
- WBAフェデラテンフライ級王座
- WBA世界フライ級暫定王座（防衛3→正規王座認定）
- WBA世界フライ級王座（防衛0）
- WBCラテンアメリカフライ級王座
- WBC世界フライ級シルバー王座
- WBA世界スーパーフライ級暫定王座（防衛2→正規王座認定）
- WBA世界スーパーフライ級王座（防衛0）
- WBA世界フライ級暫定王座（防衛0=廃止）